# 贾庄乡 (朔州市)
贾庄乡，是中国山西省朔州市朔城区下辖的一个乡镇级行政单位。

## 行政区划
贾庄乡共辖以下地区：
贾庄村、南曹村、北曹村、朱庄村、高升庄村、薛家店村、薛家庄村、老君庙村、化庄村、辛庄村、西小寨村、乔家梁村、太平窑村。